# Arbre de la vida (mitema)

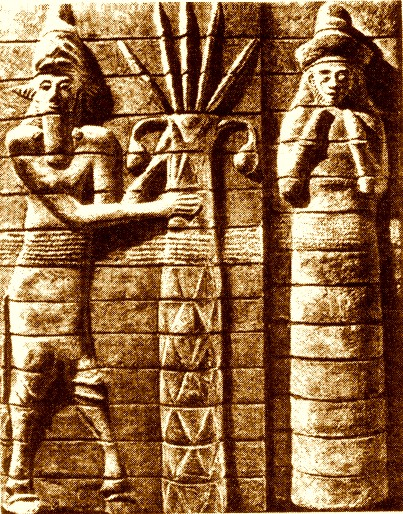
La dea sumèria Ninhursag amb l'esperit del bosc al costat de l'arbre de la vida. Relleu de Susa

L'arbre de la vida és un mitema per a explicar la unitat de tota la vida. Present en moltes tradicions, es parla d'un arbre que és el punt central i eix del món. Estableix la unió entre el cel i la terra: les seves arrels arriben a l'infern i les seves branques s'estenen cap al cel. En la majoria de cultures és un arbre que dona fruits que atorguen la immortalitat o vida eterna (com expliquen els relats de Gilgamesh o les 1001 nits), ja que l'arbre simbolitza la totalitat de la vida existent.
- Antic Egipte: un arbre connectava l'inframon amb el món humà. Aquest motiu també es troba en la mitologia indoeuropea primitiva i en els cultes mesoamericans.
- Assíria: pel que sembla, l'arbre de la vida va ser un símbol religiós important.
- Bíblia: és un dels arbres del paradís terrenal, junt al de la ciència o del bé i del mal. Els seus fruits atorgaven la immortalitat, però Adam i Eva van ser expulsats del paradís abans de menjar-los per haver tastat les pomes de l'altre arbre, temptats per la serp.
- Càbala: és un símbol per a representar gràficament les sefirot o emanacions divines, de manera que simbolitza tota la creació.
- Antiga Grècia: Hèracles roba les pomes d'or de l'arbre de la vida en l'anomenat Jardí de les Hespèrides.
- Mitologia mesoamericana: era el símbol de la Via Làctia.
- Mitologia nòrdica: assimila l'arbre de la vida a Yggdrasil.
- Urartu: l'arbre es troba a les fortaleses d'Urartu com a amulet de protecció.
- Xina: l'arbre de la vida produeix un préssec cada 3.000 anys, que atorga la vida eterna i està guardat per un drac (un altre símbol d'immortalitat).

El terme "arbre de la vida" fou adoptat per Charles Darwin per explicar l'evolució de les diferents espècies (de manera que n'hi ha famílies i branques, per exemple), però té un origen mitològic. Diversos arbres reals han rebut aquest nom en homenatge al símbol. La popularitat del símbol, l'ha fet aparèixer en diverses obres de ficció, com les Cròniques de Narnia o les de l'univers Warcraft.